# やすひさてっぺい
やすひさ てっぺい（1975年3月28日 - ）は、日本の料理評論家、コンサルタント。
日本唐揚協会創設者。日本唐揚協会会長兼理事長。日本カレーパン協会総合プロデューサー。日本協会協会代表。シンフォニア所属文化人タレント。身長168cm。星座はおひつじ座。
かつては安久 鉃兵（読み同じ）の名前で活動していたが、2015年12月14日よりひらがな表記に改名した。

## 人物
鹿児島県種子島出身。好きな食べ物はから揚げ、グミキャンディ。大学の専攻は社会政策論。小林巧、小梛治宣に師事。1996年、日本大学経済学部在学中にIT企業を起業。
一般社団法人日本唐揚協会に所属し、会長、理事長、および首都圏担当局長を兼務。公益社団法人日本青年会議所、公益社団法人所沢青年会議所へ2002年より2015年まで所属。
いくつかの企業経営に従事する傍ら、ITコンサルタント、経営コンサルタントも営んでいる。2017年より協会大學校というコミュニティ構築の講座を開設し、ファン協会、コミュニティを指導する専門家としても活動している。ヨルシカファンという一面も持つ。

## 著書
- 『唐揚げのすべて』（2015年3月9日、中公新書ラクレ）
- 『日本唐揚協会のつくりかた』（2013年1月29日、メタモル出版）

## 出演

### テレビ
- よじごじDays（テレビ東京）
  - 2022年8月3日、共演：池谷実悠、島崎和歌子
  - 2022年6月29日、共演：長野博、池谷実悠、磯山さやか、勝俣州和
  - 2021年11月24日、共演：長野博、池谷実悠、井森美幸、鈴木拓
- KinKi Kidsのブンブブーン（フジテレビジョン、2020年9月12日）
- よじごじDays（テレビ東京、2020年2月12日）
- KinKi Kidsのブンブブーン（フジテレビジョン、2019年2月9日）
- 白熱ライブ ビビット（TBSテレビ、2017年3月17日）共演：加藤シゲアキ
- MX TOKYO NEWS（東京メトロポリタンテレビジョン、2015年12月16日）
- 白熱ライブ ビビット（TBSテレビ、2015年12月11日）共演：加藤シゲアキ
- ハラホリ（BS朝日、2015年10月16日）共演：渡辺直美、高木ゑみ、近藤夏子、柳瀬早紀
- 発見!なるほどレストラン 日本のおいしいごはんを作ろう!（関西テレビ放送、2015年6月9日）共演：
- 直撃LIVE グッディ!（フジテレビ、2015年6月5日）共演：高橋克実、安藤優子、土田晃之、三田友梨佳
- モノクラーベ（BSスカパー、2015年5月24日）共演：堀潤
- 久米書店 〜ヨクわかる!話題の一冊〜（BS日テレ、2015年5月24日）共演：久米宏、壇蜜
- Lifeサプリ〜かしこくなるTV〜（BS日テレ、2015年5月23日）共演：大沢あかね
- 大阪ほんわかテレビ（読売テレビ、2014年11月23日）
- なないろ日和!（テレビ東京、2014年6月23日）共演：薬丸裕英、香坂みゆき、山内乃理子、明山直未、植田萌子、にしおかすみこ
- 相葉マナブ（テレビ朝日、2013年12月22日）共演：相葉雅紀(嵐)、渡部建(アンジャッシュ)、澤部佑(ハライチ)
- ワケあり!レッドゾーン（読売テレビ、2013年12月20日）共演： ライセンス、山田菜々(NMB48)
- ミュージックドラゴン（日本テレビ、2013年10月4日）共演：タカアンドトシ、本田翼、E-girls、徳島えりか
- ザキロバ!アシュラのススメ（名古屋テレビ放送、2013年8月6日）共演：山崎弘也、ロバート、森下悠里、塩尻奈都子
- マツコの知らない世界（TBSテレビ、2012年10月19日）共演：マツコ・デラックス
- レディス4（テレビ東京、2012年5月31日）
- Oha!4 NEWS LIVE（日本テレビ、2012年3月6日）
- 笑っていいとも!増刊号 (フジテレビジョン、2012年3月4日) 共演：タモリ、中居正広、さまぁ〜ず、タカアンドトシ
- はなまるマーケット (TBSテレビ、2011年12月9日)
- U LA LA ナナパチ (東京メトロポリタンテレビジョン、2011年11月10日) 共演：ホラン千秋、平賀三恵
- はなまるマーケット (TBSテレビ、2011年9月29日)
- メレンゲの気持ち（日本テレビ、2011年7月23日）
- news every.（日本テレビ、2011年7月15日）
- ヒルナンデス! (日本テレビ、2011年7月6日)  共演：南原清隆、水卜麻美、早見優、つるの剛士、土田晃之、小森純、三浦奈保子
- サクセス登竜門（日本BS放送、2011年7月4日）
- ごきげん!ブランニュ（朝日放送、2011年4月19日）
- 上沼・高田のクギズケ!（読売テレビ・中京テレビ、2011年1月23日）
- 新型学問 はまる!ツボ学 (日本テレビ、2010年11月3日) 共演：田村淳、佐藤麻衣、山崎邦正、宮崎哲弥
- ありえへん∞世界（テレビ東京、2010年9月28日）
- スーパーJチャンネル（テレビ朝日、2010年5月7日）
- 情報7days ニュースキャスター（TBSテレビ、2010年4月17日）
- スーパーJチャンネル（テレビ朝日、2010年1月15日）

### ラジオ
- 山崎怜奈の誰かに話したかったこと。（TOKYO FM、2023年1月18日）共演：山崎怜奈
- 北野誠のズバリ（CBCラジオ、2020年9月21日）共演：北野誠、松岡亜矢子
- 上泉雄一のええなぁ!（MBSラジオ、2017年2月17日）共演：上泉雄一、香西かおり
- ON THE PLANET（JFN、2017年1月10日）共演：D[diː]
- SKY GATE TRAVELLIN'GROOVE!!（Bayfm、2016年3月18日）共演：伊津野亮、シャウラ
- monaka（FM NACK5、2015年10月20日）共演：池辺愛
- HELLO WORLD（J-WAVE、2015年5月18日〜5月22日）共演：DJ TARO、ハリー杉山
- G☆FORCE（FMぐんま、2015年5月11日）共演：竹村淳矢、櫻井三千代
- 谷五郎のこころにきくラジオ（ラジオ関西、2015年3月24日）共演：谷五郎、山中直子
- 垣花正のあなたとハッピー!（ニッポン放送、2015年3月9日）共演：垣花正、那須恵理子
- POWER BAY MORNING（Bayfm、2014年11月5日）共演：斉藤りさ
- Slash & Burn (エフエム富士、2014年6月23日) 共演：間宮優希
- 午後のまりやーじゅ (NHK-FM放送、2014年4月28日) 共演：山田まりや、なぎら健壱
- 本田理沙のマンマミーア!（NOAS FM、2014年4月28日） 共演：本田理沙
- J-WAVE TOKYO MORNING RADIO（J-WAVE、2013年4月24日） 共演：別所哲也
- 吉田照美 飛べ!サルバドール（文化放送、2013年4月15日）共演：吉田照美、室照美
- 峰竜太のミネスタ（ラジオ日本、2012年12月14日）共演：峰竜太、吉見由香
- 東京REMIX族（J-WAVE、2012年10月20日）共演：山田五郎、中川翔子
- POWER BAY MORNING（Bayfm、2012年10月15日）共演：斉藤りさ
- みのもんたのウィークエンドをつかまえろ（文化放送、2012年9月1日）共演：みのもんた、南波糸江
- クロノス (TOKYO FM、2012年2月14日) 共演：中西哲生、高橋万里恵
- トーキング ウィズ 松尾堂 (NHK-FM放送、2011年12月11日) 共演：松尾貴史、藤井彩子、渡辺正行
- FUTURESCAPE (横浜エフエム放送、2011年11月19日)
- サンドウィッチマンの10分もらえたぜ! (TBSラジオ、2011年9月26日 - 9月30日) 共演：サンドウィッチマン（お笑いコンビ）
- CURIOUS（J-WAVE、2011年6月7日）
- キョーカイ協会（avo-cado channel、2011年3月8日）
- デイリーフライヤー（ジャパンエフエムネットワーク、2010年4月14日）
- keiko's cafe（レインボータウンエフエム放送、2010年2月6日）
- POWER BAY MORNING（Bayfm、2010年1月14日）
- OH! HAPPY MORNING（ジャパンエフエムネットワーク、2009年9月4日）

### 雑誌
- 講談社「FRaU」（2013年12月12日発売、2014年1月号）
- マガジンハウス「BRUTUS」（2013年12月15日号、P.126）
- 日経BP 「日経ビジネスアソシエ」（2013年3月号、P.134 - 135）
- 集英社 「LEE」（2012年3月号、P.104 - 105）
- リクルート「ホットペッパー」（2011年2月号）
- Yahoo! JAPAN「月刊チャージャー」（2010年12月1日）
- 講談社「週刊現代」（2010年4月19日）
- 集英社「週刊プレイボーイ」（2009年10月15日）

### 新聞
- 読売新聞(2021年2月12日、朝刊)
- 日刊ゲンダイ
  - 2019年9月5日（○○が好きすぎて副業になっちゃいました）
  - 2017年8月2日（この人に密着24時間[4]）
  - 2016年1月29日（11面）
- 夕刊フジ 「The情報源」（2015年12月22日、11面）

### DVD
- 「ヒロちゃんヒャダちゃん きまグルTV 〜第一章 唐揚げ、そして伝説へ…」（2012年05月23日、発売）共演：下野紘、ヒャダイン

### WEB TV
- ヒロミ VS 6800万人 これでいいのかニッポン（LINE LIVE、2016年6月29日）[5]
- 日本文化人協会（Ustream、2011年8月12日）

### CM
- 六甲バター「Q・B・B」（2009年10月 - 2013年12月）